# Corriente del Atlántico Norte

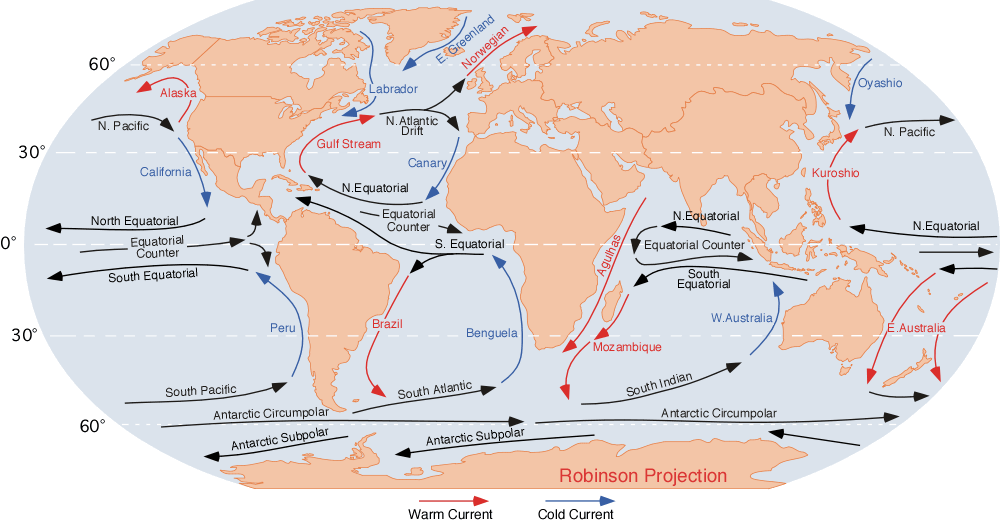
Corrientes oceánicas mundiales, entre las que se encuentra la corriente del Atlántico Norte.

La corriente del Atlántico Norte es una potente corriente marina, continuación de la corriente del Golfo hacia el noreste. Al oeste de Irlanda se divide en dos ramas, una de ellas se dirige hacia el sur mientras que la otra continúa hacia el norte paralelamente a la costa atlántica de Europa occidental, influyendo notablemente en su temperatura y clima. Otras ramas incluyen la corriente de Irminger y la corriente noruega. La corriente del Atlántico Norte está considerada como parte de la corriente del Golfo y llega hasta el océano Ártico después de atravesar el Atlántico de suroeste a noreste.
El cambio climático y en especial el calentamiento global pueden tener efectos importantes en esta corriente, ya que se cree que en un futuro esta choque con la corriente del Ártico y provoque un cambio brusco en las temperaturas de países europeos y de Norteamérica. 